# Nigel (Tölpel)

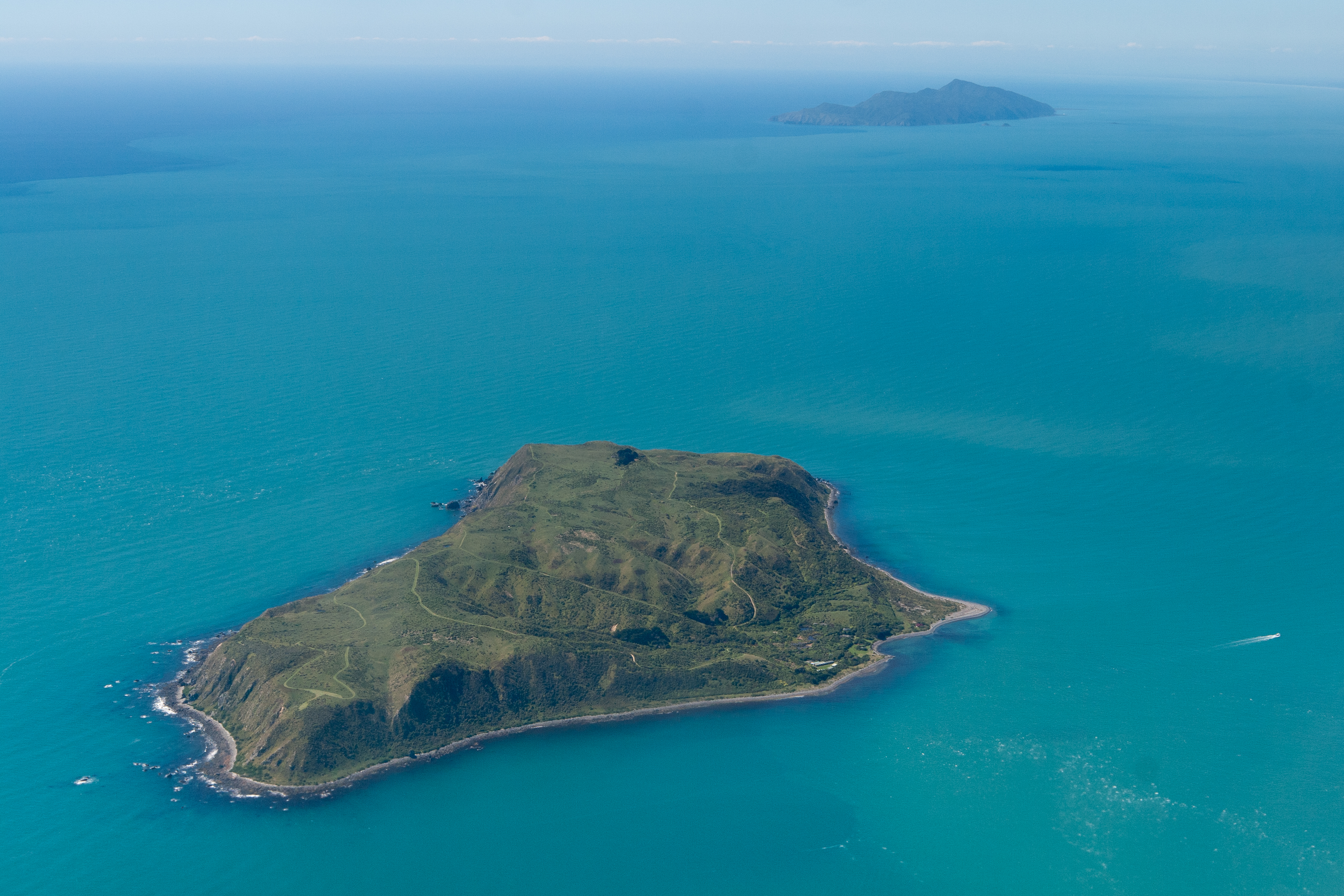
Mana Island

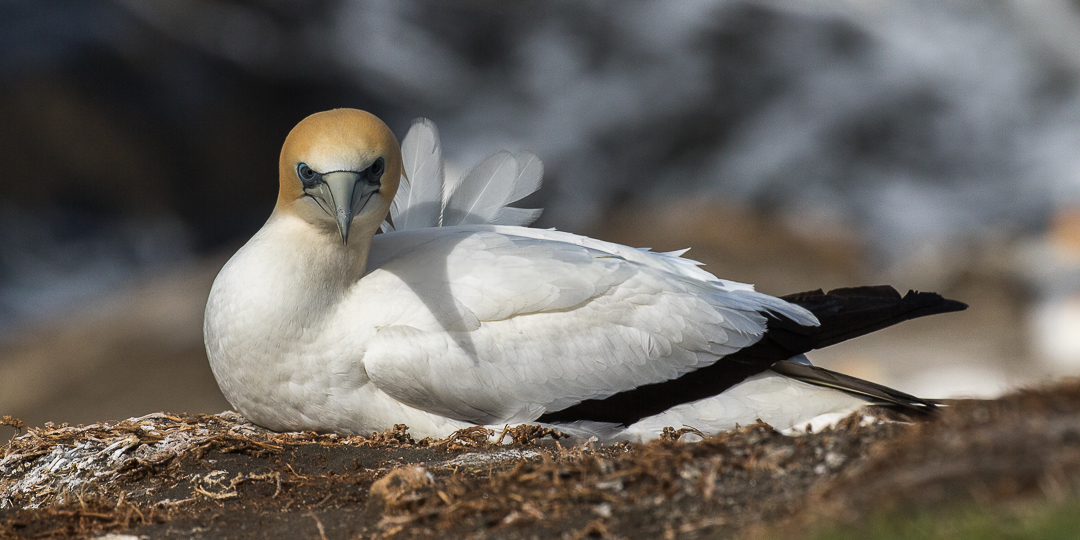
Ein Australischer Tölpel – nicht Nigel

Nigel (gest. Ende Januar 2018 auf Mana Island) war ein australischer Tölpel, der als „einsamster Seevogel der Welt“ bekannt wurde.
Bekannt wurde Nigel, da er viele Jahre um eine Tölpel-Attrappe aus Beton buhlte. Das Geschehen auf Mana Island bei Neuseeland um Nigels erfolglose Versuche, das Gebilde aus Beton zu gewinnen, konnten live verfolgt werden. Durch Nigel wurde auch das Artenschutzprogramm bekannt, das erst dazu führte, dass überhaupt die Tölpel-Attrappen aufgebaut wurden.

## Hintergrund
In den 1990er Jahren begannen Artenschützer, 80 Tölpel-Attrappen aus Beton auf der Insel aufzubauen, um echte Tölpel dazu zu bewegen, sich auf der Insel anzusiedeln. Das Projekt auf Mana Island ist Teil eines größeren Projektes des Neuseeländischen Ministeriums für Umweltschutz, der lokalen Stämme und der Umweltschützer der Friends of Mana, um Seevögeln und insbesondere Tölpeln wieder weitere Verbreitungsgebiete in Neuseeland zu verschaffen. Die Ausscheidungen der Seevögel sollen im zweiten Schritt dafür sorgen, dass es mehr Nährstoffe für Pflanzen und Insekten auf der Insel gibt und diese sich wieder vermehrt ansiedeln.
Dies soll unter anderem dazu führen, Arten, die durch die Einführung invasiver europäischer Tiere stark dezimiert wurden, wieder weiter zu verbreiten. Mana Island selbst wurde zwischen 1820 und 1980 landwirtschaftlich genutzt, ist aber frei von invasiven Arten. So haben sich beispielsweise nie Ratten auf der Insel angesiedelt. In einem aufwendigen Programm wurden 500.000 einheimische Bäume angepflanzt, ebenso wie andere Pflanzen und einheimische Tiere, um einen prä-europäischen Zustand herzustellen.
Die Schnäbel der Vögel malten die Umweltschützer dabei grau an, den Hals gelb, die Flügelspitzen schwarz und das Gefieder weiß. Dazu spielten sie über Lautsprecher Geräusche von echten Tölpeln ab. Nachdem sich gleich am ersten Tag des Projekts zwei Tölpel auf der Insel niederließen, sah es nach einem Erfolg aus. Die Vögel flogen jedoch am darauf folgenden Tag davon und das Projekt schien zu scheitern. Nigel landete einige Jahre vor 2018 auf der Insel. Über das genaue Jahr besteht Uneinigkeit.

## Nigel und die Betonvögel
Nigel fand unmittelbar Gefallen an einer der Betonattrappen und verbrachte viele Monate damit, um diese zu werben. Er baute sogar ein Nest aus Algen und Zweigen neben der Attrappe.
Nachdem Nigel mehrere Jahre lang alleine auf der Insel gewesen war und immer weiter vergeblich um die Betonattrappe warb, unternahmen die Umweltschützer im Dezember 2017 erneute Anstrengungen, um weitere Tölpel anzulocken. Sie strichen die Attrappen neu und stellten diese an besser sichtbare Stellen. Ebenso repositionierten sie die Lautsprecher, so dass die Vogelschreie weiter über das Wasser reichten. Im Dezember 2017 gelangten so erstmals weitere australische Tölpel auf die Insel und Nigel war nicht mehr allein. Innerhalb von zehn Tagen nach den Maßnahmen siedelten sich drei neue Tölpel an, so dass sich der Bestand vervierfachte. Während die anderen Vögel nach Überzeugung der Umweltschützer maßgeblich durch die Präsenz eines echten Vogels – Nigel – dazu veranlasst wurden, auf der Insel zu bleiben, mied Nigel die anderen Vögel und kümmerte sich weiterhin ausschließlich um „seine“ Tölpel-Attrappe. In der Woche vor dem 1. Februar fand der Ranger Chris Bell den toten Tölpel auf Mana Island direkt neben der Attrappe.

## Wirkungen
Nigels Tod fand weltweite Wahrnehmung. Neben den neuseeländischen Medien berichtete unter anderem auch die NZZ über den „Vogel, der einen Betonklotz liebte“, der Spiegel über den „einsamsten Vogel der Welt“ und der ORF über „Neuseelands einsamsten Tölpel.“